# Dominique Uhl
Dominique Neal Uhl (* 18. Oktober 1994 in Frankfurt am Main) ist ein deutscher Basketballspieler.

## Laufbahn
Uhl wuchs in seiner Geburtsstadt Frankfurt am Main auf, besuchte die Carl-von-Weinberg-Schule und kam dort mit dem Basketballsport in Berührung. Er spielte dann in den Jugendabteilungen von MTV Kronberg und Eintracht Frankfurt. Zwischen 2010 und 2012 kam er zusätzlich zu Kurzeinsätzen in der zweiten Herrenmannschaft der Skyliners Frankfurt in der 2. Bundesliga ProB. Uhl ging 2012 in die Vereinigten Staaten, besuchte im Bundesstaat New Jersey die Point Pleasant Beach High School und spielte dort auch Basketball. 2014 nahm er ein Studium (Hauptfach: Unternehmensführung) an der University of Iowa auf und bestritt bis 2018 114 Spiele für die Hochschulmannschaft. Dabei kam er auf Mittelwerte von 3,4 Punkten und 2,6 Rebounds je Begegnung.
Im Sommer 2018 begann Uhl seine Karriere als Berufsbasketballspieler bei der Spielgemeinschaft Ehingen/Urspring in der 2. Bundesliga ProA und blieb dort bis zum Ende der Saison 2018/19. Anschließend ging er nach Irland zum Zweitligisten LYIT Donegal Basketball Club. Zur Saison 2020/21 schloss er sich dem Regionalligisten TV 1844 Idstein an.

### Nationalmannschaft
Im Sommer 2010 nahm Uhl mit der deutschen U16-Nationalmannschaft an der Europameisterschaft in Montenegro teil.